# Conservatoire à rayonnement régional de Dijon
 (août 2025).
Le Conservatoire à rayonnement régional de Dijon, appelé également conservatoire Jean-Philippe Rameau, est un conservatoire à rayonnement régional, établissement d'enseignement artistique agréé et contrôlé par l'État (Direction générale de la Création artistique du ministère de la Culture et de la Communication), représenté par la direction régionale des Affaires culturelles (DRAC). Il propose trois spécialités, musique, chorégraphie et art dramatique. Il est situé à Dijon (Côte-d'Or, France).

## Histoire

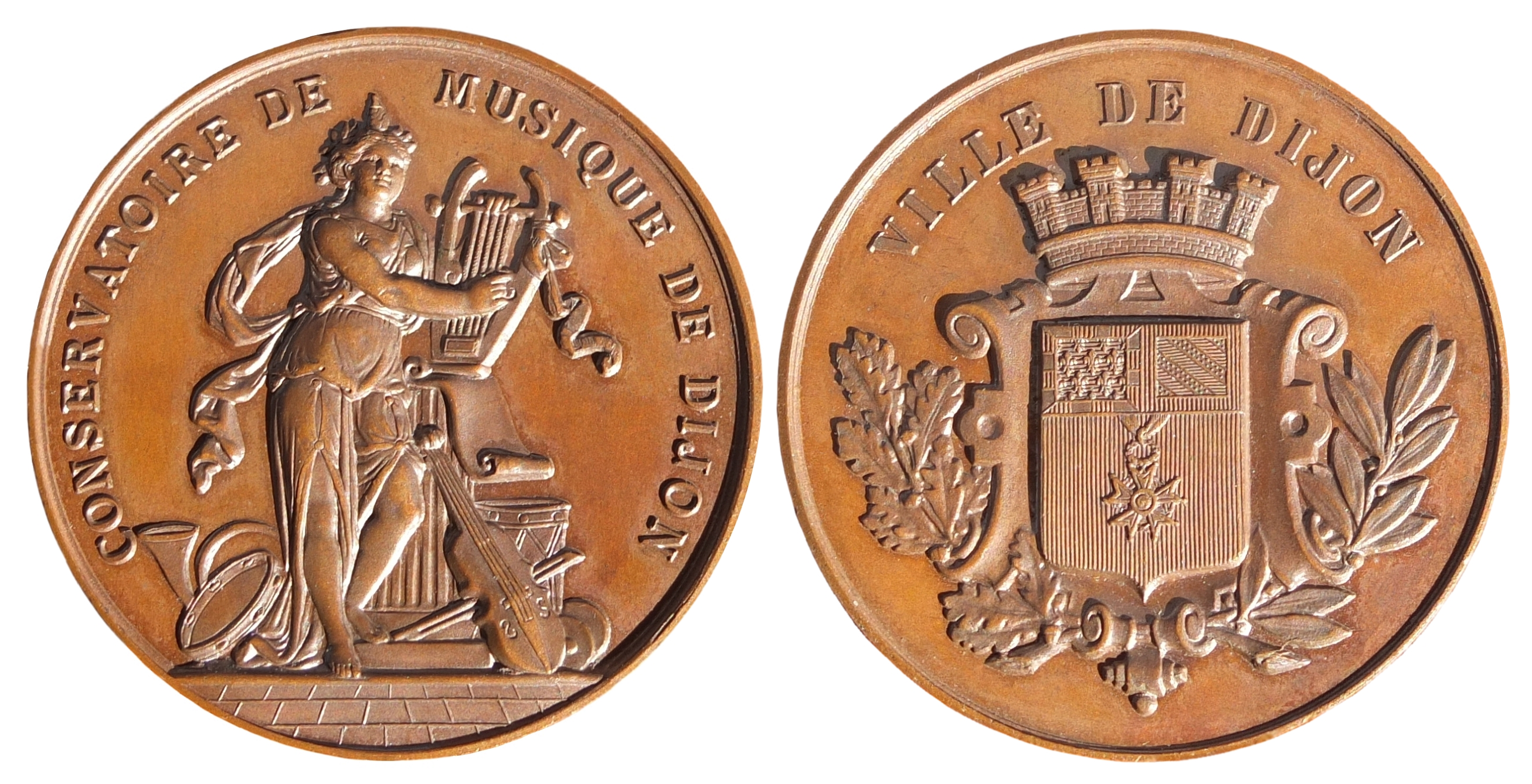
Medaille de cuivre du conservatoire de Dijon

Le conservatoire de Dijon fut créé le 8 décembre 1793 (19 frimaire an II) sous la forme d’un institut de musique. L’arrêté de création, daté du 30 septembre 1793, est émis par le Comité de salut public et signé par Carnot, Barère, Billaud-Varennes, Robespierre et Couthon.
En 1868, l’école municipale de musique de Dijon est une succursale du conservatoire impérial de Paris, sous la direction de Charles Poisot.
En 1977, l’établissement devient un conservatoire national de région, et s'installe en 1983 dans ses locaux actuels, boulevard Georges-Clemenceau, en présence d’Olivier Messiaen, qui assiste à l’inauguration, et prend le nom de conservatoire Jean-Philippe-Rameau. Le bâtiment assez imposant de huit niveaux fut conçu par les architectes Jacques Goubet et Robert Faurel.
En 2003, des locaux supplémentaires (espace Colmar) viennent faciliter la cohabitation des sections musicales, chorégraphiques et d’art dramatique.

### Directeurs successifs
- 1868 : Charles Poisot
- 1877 : Jean-Baptiste Levêque
- vers 1921 : Louis Dumas
- 1953 : André Amellér
- 1981 : Jean-Louis Gand
- 2009 : Jean-Marie Bourgeois
- 2011 : Arnaud Peruta
- 2017 : Poste vacant (mission assurée par trois directeurs-adjoints)
- 2018 : Jean-Yves Dupont-Lemaire

## Le CRR aujourd’hui
Le conservatoire accueille 1 700 élèves. À partir du 1er septembre 2018, Jean-Yves Dupont-Lemaire, ancien directeur-adjoint du Conservatoire à rayonnement régional d'Angers est le nouveau Directeur du Conservatoire à Rayonnement Régional de Dijon.

### Diplômes délivrés
Le conservatoire décerne un certificat d'études musicales et un certificat d'études chorégraphiques, ainsi que les diplômes d’études chorégraphiques, musicales et théâtrales.

### Enseignement
Dans le domaine musical, le conservatoire délivre un enseignement concernant les cordes (violon, alto, violoncelle, contrebasse), les bois (flûtes, hautbois, basson, saxophone, clarinette), les cuivres (cor, trompette, trombone, tuba) ainsi que les instruments polyphoniques (piano, accordéon, guitare, harpe, orgue, percussions). Des classes de chant, d’écriture et de composition musicales, ainsi que de musique ancienne (flûte à bec, viole de gambe, violoncelle baroque, sacqueboute, cornet à bouquin) sont également proposées.
La danse classique fait partie de l’offre chorégraphique du conservatoire. La création de la classe de danse est à porter au crédit d’André Amellér en 1953.
Le cours de déclamation fut créé en 1922. Il accueillera entre autres, Edwige Feuillère, Marlène Jobert et Claude Jade.

### Partenariats
Depuis 1971, le conservatoire, en partenariat avec l’Éducation nationale et l’université de Bourgogne, s’inscrit dans un cycle de classes à horaires aménagés.
L’école primaire Voltaire, le collège Marcelle-Pardé et les lycées Carnot et Charles-de-Gaulle participent à ce programme.
La section théâtre a développé un partenariat pédagogique avec le théâtre Dijon-Bourgogne.